# Vaucouleurs
Vaucouleurs är en kommun i departementet Meuse i regionen Grand Est (tidigare regionen Lorraine) i nordöstra Frankrike. Kommunen ligger i kantonen Vaucouleurs som tillhör arrondissementet Commercy. År 2022 hade Vaucouleurs 1 916 invånare.

## Befolkningsutveckling
Antalet invånare i kommunen Vaucouleurs
| Referens: INSEE |